# Nyiragongo
El Nyiragongo és un estratovolcà actiu amb una elevació de 3 470 m ubicat a les muntanyes Virunga, formant part de la Falla Albertina, l'extrem sud del braç occidental de la vall del Rift. Es troba dins del parc nacional de Virunga, a la República Democràtica del Congo, a uns 10 km al nord de la ciutat de Goma i del llac Kivu i just a l'oest de la frontera amb Ruanda. El cràter principal té uns dos quilòmetres d'amplada i normalment conté un llac de lava. Actualment, el cràter té dos bancs de lava refrigerats a les parets del cràter: un a uns 3 175 metres i un inferior a uns 2 975 metres. El llac de lava del Nyiragongo és considerat el llac de lava més voluminós conegut de la història recent. La profunditat del llac de lava varia considerablement. Es va registrar una elevació màxima del llac de lava a uns 3 250 m abans de l'erupció de gener de 1977, una profunditat del llac d'uns 600 m. Després de l'erupció del gener del 2002, el llac de lava es va registrar a una mínima d'uns 2 600 m. El nivell ha anat augmentat gradualment des de llavors. El volcà Nyiragongo i el veí volcà Nyamuragira són responsables del 40% de les erupcions volcàniques històriques de l'Àfrica.

## Geologia

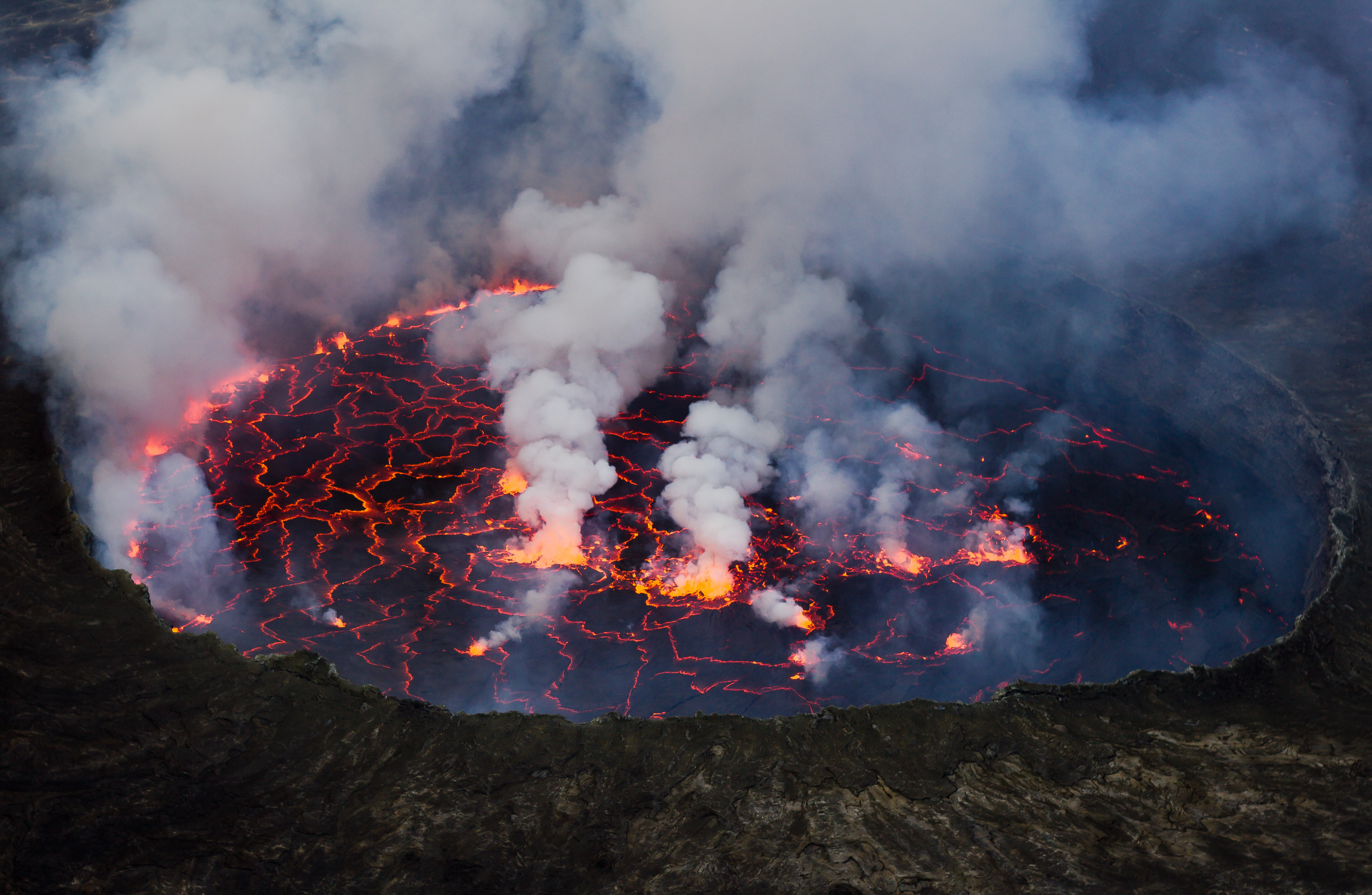
Llac de Lava del Nyiragongo

El con del Nyiragongo està format per roca piroclàstica i colades de lava. Les laves de Nyiragongo són roques extrusives ultramàfiques riques en àlcalis i amb poca sílice, essencialment lliures de feldespats. Van des de melilitits riques en olivina passant per leucites fins a nefelinites que contenen, en diverses proporcions, principalment els minerals nefelina, leucita, melilita, kalsilita i clinopiroxè. Aquesta composició de sílice molt baixa dona lloc a erupcions amb fluxos de lava inusualment fluids. Mentre que la majoria de les colades de lava es mouen bastant lentament i poques vegades representen un perill per a la vida humana, les colades de lava del Nyiragongo poden córrer costa avall fins a 100 km/h.

## Activitat
No se sap gaire sobre quant de temps ha estat en actiu el volcà, però des del 1882 ha entrat en erupció almenys 34 vegades, incloent-hi molts períodes en què l'activitat va ser contínua durant anys, sovint en forma de llac de lava al cràter. Se sospitava de l'existència del llac de lava des de feia temps, però no es va confirmar científicament fins al 1948. En aquell moment, feia prop de 120 000 m². Les expedicions posteriors van demostrar que el llac fluctua en mida, profunditat i temperatura amb el pas del temps.

### Erupció de 1977
Entre el 1894 i el 1977 el cràter contenia un llac de lava actiu. L'erupció de 1977 va anar precedida el 23 de desembre de 1976 per la creació d'un nou petit con d'escòria, el Murara, que va tenir lloc a poca distància als vessants del Nyamuragira.
El 10 de gener de 1977, les parets del cràter es van fracturar i el llac de lava va drenar en menys d'una hora. La lava va fluir pels flancs del volcà a velocitats de fins a 60 quilòmetres per hora en els vessants superiors, el flux de lava més ràpid registrat fins ara, aclaparant pobles i matant almenys 70 persones. Al cap de 30 minuts, el llac de lava s'havia buidat, fluint al nord, al sud i a l'oest del volcà.
La proximitat de Nyiragongo a zones molt poblades augmenta el seu potencial per causar un desastre natural. L'erupció de 1977 va donar a conèixer els perills únics que representava el Nyiragongo i, per això, el 1991 va ser designat com un dels Volcans de la Dècada, un grup de volcans que mereixen especial atenció i recerca segons la principal associació de vulcanologia internacional, la IAVCEI.

### Erupcions de 2002
Els llacs de lava es van tornar a formar al cràter en erupcions del 1982-1983 i del 1994. Una altra erupció important del volcà va començar el 17 de gener de 2002, després de diversos mesos d'augment de l'activitat sísmica i fumaroliana. Es va obrir una fissura de 13 quilòmetres al flanc sud del volcà, que es va estendre en poques hores entre 2 800 i 1 550 metres i va arribar als afores de la ciutat de Goma, la capital provincial de Kivu nord, ubicada vora del llac Kivu. La lava va sortir de tres cons d'esquitxada al final de la fissura i va fluir en un corrent de 200 a 1 000 metres d'amplada i va deixar una colada de fins a 2 metres de profunditat a la ciutat de Goma i d'altres pobles propers. Durant els dies d'activitat prèvia s'havia advertit la població i 400 000 persones van ser evacuades de la ciutat a través de la frontera amb Ruanda fins a la veïna ciutat de Gisenyi. Lava va cobrir l'extrem nord de la pista de l'Aeroport Internacional de Goma, i va arribar fins al llac Kivu. Això va fer créixer el temor que la lava pogués provocar que aigües saturades de gas al fons del llac sortissin de sobte a la superfície, alliberant grans quantitats letals de diòxid de carboni i metà, similar al desastre que va tenir lloc al llac Nyos del Camerun el 1986. Finalment, no va passar, però els vulcanòlegs continuen vigilant de prop l'àrea.
Unes 245 persones van morir en l'erupció a causa de l'asfíxia causada pel diòxid de carboni i la caiguda d'edificis a causa de la lava i els terratrèmols. La lava va arribar a cobrir el 13% de Goma, aproximadament 4,7 km² i prop de 120 000 persones es van quedar sense llar.
Immediatament després de l'aturada de l'erupció es van sentir un gran nombre de terratrèmols al voltant de Goma i Gisenyi. Aquesta activitat va continuar durant uns tres mesos i va provocar el col·lapse de més edificis. Sis mesos després de l'inici de l'erupció del 2002, el volcà Nyiragongo va tornar a entrar en erupció. Posteriorment, l'activitat del Nyiragongo continuà en curs, però confinada al cràter, on es va formar un altre llac de lava uns 250 metres per sota del nivell del llac de lava de 1994.

### Emissions de diòxid de carboni
La toxicitat del diòxid de carboni localitzada, coneguda localment com a mazuku, ha matat infants encara més recentment. Als llocs on el gas es filtra del terra a nivells relativament alts, sense els efectes dispersants del vent, els seus efectes poden ser mortals. El 8 de març de 2016, l’Observatori Volcànic Goma va descobrir un nou respirador que es va obrir a l'extrem nord-est del cràter, després d'informacions locals de sorolls sords provinents del volcà. Alguns temien que això pogués provocar una erupció del flanc. L'activitat del 2020, inclòs l'augment del llac de lava, va fer portar als observadors a suggerir una probable erupció pel 2024.

### Erupció del 2021
Des del 2020, el volcà està en fase activa, confinat majoritàriament en un ampli con de cendra amb costats escarpats (aproximadament 18 m d'alçada per 180 m d'ample) al terra del cràter. El vespre del 22 de maig del 2021 el Nyiragongo torna a entrar en erupció i les autoritats van ordenar l'evacuació de la ciutat de Goma. Prop de mig milió de congolesos es refugien a la veïna Ruanda.

## Monitoratge
Un equip de científics de l’Observatori Volcànic Goma (GVO) monitora el volcà, el controla contínuament, amb dades sísmiques produïdes cada quatre minuts i dades de temperatura produïdes cada deu. El finançament continuat del GVO està en dubte, ja que el Banc Mundial va decidir el 2020 de rescindir les seves contribucions econòmiques.